# 40代はいろいろ -Live from Metropolis Studios-
40代はいろいろ -Live from Metropolis Studios-（40だいはいろいろ ライブ フローム メトロポリス スタジオ）は宇多田ヒカルの生誕40周年を記念して配信されたネットイベント「40代はいろいろ」の最中に歌唱された曲をシングル化した楽曲。
A面は『First Love』と『Rule (君に夢中)』の2曲。

## 背景
宇多田ヒカルが2003年の自身の誕生日から10年周期で行っているネットイベントの第3回目となる「40代はいろいろ」を2023年1月19日に行い、イベントのラストに上記の2曲に加え、Bad Bunnyの「Me Porto Bonito」をカヴァーした。しかし著作権の都合でシングル化をしていない。
2021年に発売した「君に夢中」を日本語・英語・イタリア語の3言語でミックスした『Rule(君に夢中)』を歌唱した。またイタリア語については宇多田の友人から発音を教わり、練習したと語っている。